# Konstantinos Politis (Basketballtrainer)
Konstantinos Politis (griechisch Κωνσταντίνος Πολίτης, * 21. März 1942 in Griechenland; † 18. Juni 2018 ebenda) war ein griechischer Basketballspieler und -trainer.

## Karriere

### Spielerkarriere
Konstantinos Politis, der auf der Position des Guard spielte, war während seiner Spielerkarriere für die Mannschaft von Panathinaikos Athen aktiv, mit der er drei griechische Meisterschaften gewinnen konnte.
Mit der griechischen Nationalmannschaft absolvierte Politis 41 Länderspiele, in denen er 131 Punkte erzielen konnte (3,2 im Schnitt). Sein Debüt gab er am 29. April 1961 während der Europameisterschaft in Jugoslawien bei einer Begegnung gegen den Gastgeber. Mit Griechenland nahm er an drei Europameisterschaften (1961, 1965, 1967) teil. Sein letztes Länderspiel hatte Politis am 17. September 1968 beim 102:91-Sieg Griechenlands über die Philippinen.

### Trainerkarriere
Nach seiner Spielerkarriere übernahm Politis das Traineramt bei seinem früheren Verein Panathinaikos und konnte zwischen 1979 und 1982 drei Meisterschaften und zwei Pokalsiege erringen. Mit PAOK Thessaloniki erreichte er 1989 und 1990 ebenfalls das griechische Pokalfinale, musste sich jedoch beide Male dem Stadt- und Erzrivalen Aris Thessaloniki geschlagen geben. 1991 gelang ihm zwar zum dritten Mal in Folge, PAOK ins Finale zu führen, jedoch musste er sich ein weiteres Mal, diesmal gegen Panionios Athen, geschlagen geben. Nach seiner Rückkehr zu Panathinaikos führte er die Mannschaft 1994 ins Final-Four-Turnier um den Europapokal der Landesmeister, erreichte dort jedoch lediglich den dritten Platz. 1999 erreichte er mit AEK Athen abermals das griechische Pokalfinale und verließ wiederholt als Unterlegener das Spielfeld. Gegner war ausgerechnet PAOK, mit denen er zuvor drei Mal gescheitert war. Neben Panathinaikos, PAOK und AEK trainierte Politis auch den Athener Verein Niar Ist.
Als Trainer der griechischen Nationalmannschaft nahm Politis an zwei Europameisterschaften (1983, 1987) und einer Weltmeisterschaft (1986) teil. Sein größter Erfolg war dabei die Goldmedaille bei der Europameisterschaft 1987, die er vor heimischem Publikum gewinnen konnte. Für Griechenland, das als krasser Außenseiter ins Turnier ging, sollte dies der Grundstein für die folgenden Erfolge sein.

## Erfolge
- Als Spieler:
  - Griechischer Meister: 1967, 1969, 1971
- Als Trainer:
  - Griechischer Meister: 1980, 1981, 1982
  - Pokal der Pokalsieger: 1979, 1982
  - Europameister: 1987

## Sonstiges
Politis war lange Zeit Co-Kommentator für Basketballspiele bei der griechischen staatlichen Fernsehanstalt ERT.